# دیویس گوگنهایم
فیلیپ دیویس گوگنهایم (انگلیسی: Philip Davis Guggenheim؛ زادهٔ ۳ نوامبر ۱۹۶۳) یک کارگردان، و تهیه‌کننده اهل ایالات متحده آمریکا است. وی از سال ۱۹۹۱ میلادی تاکنون مشغول فعالیت بوده‌است.

## فیلمشناسی
- او اسم مرا ملاله گذاشت
- سخن‌چینی
- یک حقیقت ناراحت‌کننده
- گریسی